# Frankfurt-City-Triathlon

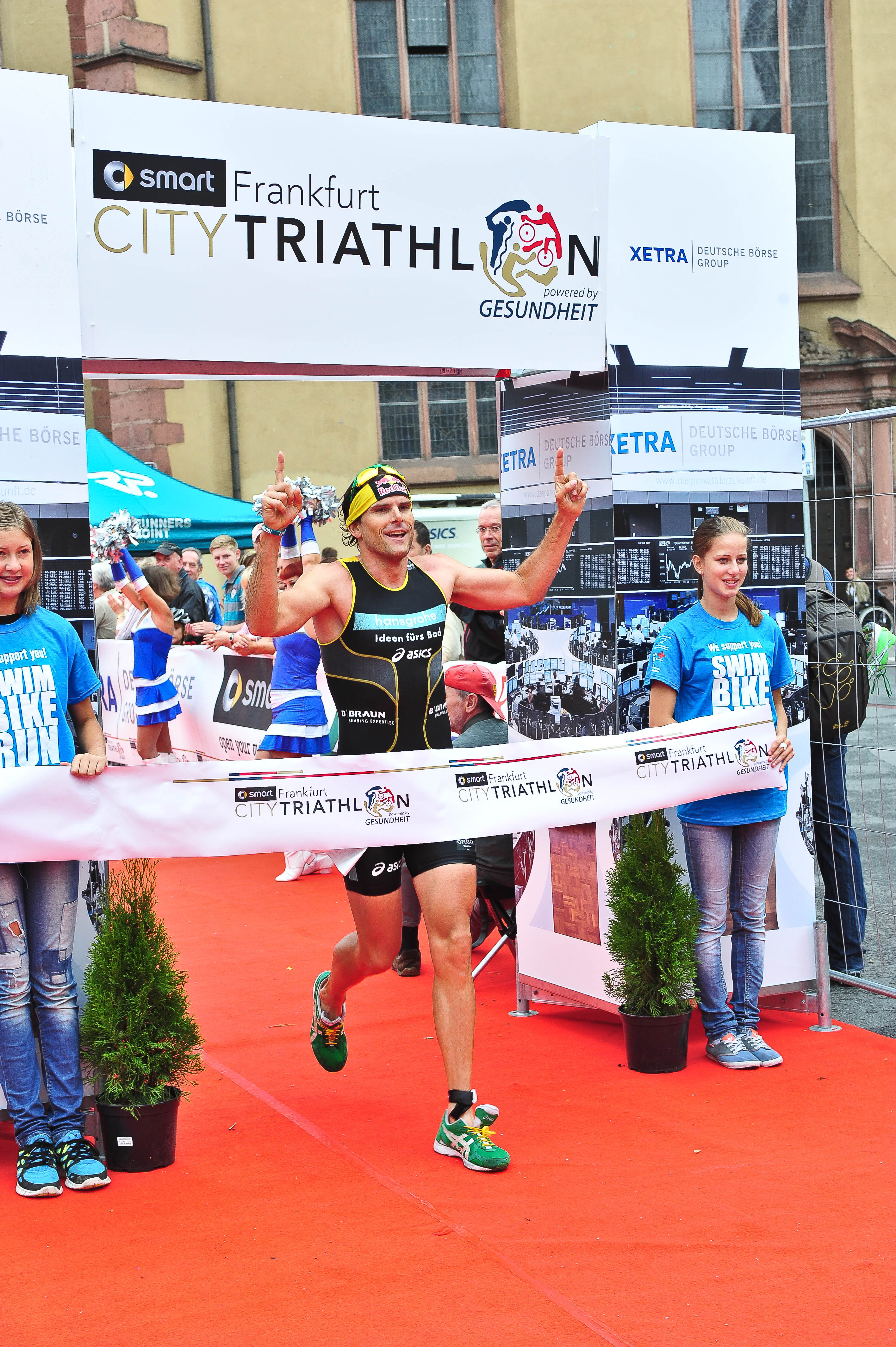
Daniel Unger – Zweiter beim Frankfurt-City-Triathlon 2012

Der Frankfurt-City-Triathlon (FCT) ist eine seit 2010 jährlich am ersten August-Wochenende in Frankfurt am Main stattfindende Triathlon-Sportveranstaltung.

## Organisation
2010 fand der Frankfurt-City-Triathlon erstmals statt. Bei der Erstauflage gingen 1500 Athleten an den Start und im Jahr 2012 waren es bereits 1800 Athleten, die am Langener Waldsee ins Wasser sprangen.
Seit 2011 werden zudem die Vereinsmeisterschaften der Eintracht Frankfurt sowie die Stadtmeisterschaften ausgetragen. An den Stadtmeisterschaften nehmen automatisch alle Athleten teil, die im Postleitzahlengebiet der Stadt Frankfurt wohnen.
2012 wurden hier auch die 2. Bundesliga, sowie die 1. und 2. Hessenliga ausgetragen.
Die Veranstaltung ist Teil des City Triathlon Cup Germany. Im Jahr 2014 fand zudem im Rahmen der Veranstaltung erstmals ein Kids-Run statt.
Im August 2016 konnte Natascha Schmitt nach 2:09:12 h ihr „Heimrennen“ auf der olympischen Distanz mit neuem Streckenrekord zum bereits vierten Mal gewinnen. Den Streckenrekord bei den Männern hält seit 2012 Nils Frommhold mit 1:52:07 h.

## Distanzen
Angeboten werden die olympische Distanz (1,5 km Schwimmen, 40 km Radfahren und 10 km Laufen) und seit 2014 die Sprintdistanz sowie eine Jedermann-Distanz.

2017 kam erstmals auch eine Mitteldistanz dazu und die Athleten haben nunmehr vier verschiedene Distanzen zur Auswahl:
- Mitteldistanz – Einzel und Staffel: 2 / 80 / 20 km
- Olympische Distanz – Einzel und Staffel: 1,5 / 40 / 10 km
- Sprintdistanz – Einzel und Staffel: 0,75 / 28 / 5 km
- Jedermann-Distanz – Einzel und Staffel: 0,4 / 12 / 5 km

Bei der Austragung im August 2019 gingen rund 2400 Athleten bei den vier Distanzen an den Start.
Die letzte Austragung war hier am 3. August 2025.

## Auszeichnungen
Der Frankfurt City Triathlon konnte folgende vom Magazin Triathlon vergebene Auszeichnungen gewinnen:
- Triathlon Awards 2014: 5. Platz der Kurzdistanz-Rennen des Jahres
- Triathlon Awards 2015: 3. Platz der Kurzdistanz-Rennen des Jahres
- Triathlon Awards 2016: 3. Platz der Kurzdistanz-Rennen des Jahres
- Triathlon Awards 2017: 2. Platz der Kurzdistanz-Rennen des Jahres, 2. Platz der Mitteldistanz-Rennen des Jahres
- Triathlon Awards 2018: 3. Platz der Kurzdistanz-Rennen des Jahres, 4. Platz der Mitteldistanz-Rennen des Jahres
- Triathlon Awards 2019: 2. Platz der Kurzdistanz-Rennen des Jahres, 4. Platz der Mitteldistanz-Rennen des Jahres
- Triathlon Awards 2022: 3. Platz der Kurzdistanz-Rennen des Jahres, 3. Platz der Mitteldistanz-Rennen des Jahres
- Triathlon Awards 2023: 3. Platz der Kurzdistanz-Rennen des Jahres, 3. Platz der Mitteldistanz-Rennen des Jahres

## Siegerliste
| Datum/Jahr   | Männer            | Männer             | Männer            | Frauen                  | Frauen             | Frauen               |
| Datum/Jahr   | Erster Platz      | Zweiter Platz      | Dritter Platz     | Erster Platz            | Zweiter Platz      | Dritter Platz        |
| ------------ | ----------------- | ------------------ | ----------------- | ----------------------- | ------------------ | -------------------- |
| 6. Aug. 2023 | Fabian Kraft      | Jakob Breinlinger  | Hannes Butters    | Jana Uderstadt          | Ursula Trützschler | Verena Repp          |
| 7. Aug. 2022 | Marcel Bolbat     | Thomas Ott         | Nick Emde         | Anna-Lena Pohl          | Katharina Krüger   | Carolin Meyer        |
| 1. Aug. 2021 | Mika Noodt        | Nicolas Mann       | Marcel Bolbat     | Stephanie Weiß -2-      | Lucie Kammer       | Laura Chacon Biebach |
| 4. Aug. 2019 | Boris Stein       | Gregor Schreiner   | Timo Hackenjos    | Stephanie Weiß          | Imke Jagau         | Jana Uderstadt       |
| 5. Aug. 2018 | Frederic Funk     | Marius Lau         | Marius Overdick   | Luisa Moroff            | Stephanie Weiß     | Natascha Schmitt     |
| 6. Aug. 2017 | Patrick Lange     | Frederic Funk      | Paul Schuster     | Daniela Sämmler -2-     | Ricarda Lisk       | Luisa Moroff         |
| 7. Aug. 2016 | Steffen Justus    | Gregor Schreiner   | Benedikt Seibt    | Natascha Schmitt -4- SR | Hanna Philippin    | Jana Uderstadt       |
| 2. Aug. 2015 | Michael Raelert   | Horst Reichel      | Frederic Funk     | Natascha Schmitt -3-    | Daniela Sämmler    | Ricarda Lisk         |
| 3. Aug. 2014 | Horst Reichel -2- | Gregor Payet       | Faris Al-Sultan   | Ricarda Lisk            | Natascha Schmitt   | Caroline Fey         |
| 4. Aug. 2013 | Sebastian Kienle  | Christian Prochnow | Florian Angert    | Natascha Schmitt -2-    | Carina Brechters   | Renate Forstner      |
| 5. Aug. 2012 | Nils Frommhold SR | Daniel Unger       | Horst Reichel     | Daniela Sämmler         | Natascha Schmitt   | Renate Forstner      |
| 7. Aug. 2011 | Johann Ackermann  | Timo Bracht        | Jens Roth         | Natascha Schmitt        | Julia Wagner       | Leonie Poetsch       |
| 5. Sep. 2010 | Horst Reichel     | Callum Millward    | Marco Schlittchen | Meike Krebs             | Katja Rabe         | Nicole Leder         |

| Datum/Jahr   | Männer               | Männer        | Männer             | Frauen                | Frauen             | Frauen                  |
| Datum/Jahr   | Erster Platz         | Zweiter Platz | Dritter Platz      | Erster Platz          | Zweiter Platz      | Dritter Platz           |
| ------------ | -------------------- | ------------- | ------------------ | --------------------- | ------------------ | ----------------------- |
| 3. Aug. 2025 |                      |               |                    | Merle Brunnée         | Lisa Gerß          |                         |
| 6. Aug. 2023 | Gregor Schreiner -2- | Arne Leiss    | Stefan Betz        | Sarah Schönfelder -2- | Katharina Grohmann | Rebecca Robisch         |
| 2022         | Gregor Schreiner     | Stefan Betz   | Łukasz Wójt        | Sarah Schönfelder     | Katharina Grohmann | Lisa Gerß               |
| 1. Aug. 2021 | Leonard Arnold       | Łukasz Wójt   | Andreas Jung       | Lisa Gerß             | Jenny Schulz       | Laura Zimmermann        |
| 4. Aug. 2019 | Horst Reichel -2-    | Łukasz Wójt   | Marc Eggeling      | Laura Zimmermann      | Anna-Lena Pohl     | Lisa Gerß               |
| 5. Aug. 2018 | Horst Reichel        | Sean Donnelly | Fabian Günther     | Julia Ertmer          | Jana Uderstadt     | Nadine Schwierz-Neumann |
| 6. Aug. 2017 | Patrick Dirksmeier   | Jan Raphael   | Aljoscha Willgosch | Mareen Hufe           | Julia Ertmer       | Katharina Grohmann      |